# Roman (poème)
Pour les articles homonymes, voir Roman.
Roman est un poème d'Arthur Rimbaud écrit en 1870, connu pour son premier vers : « On n'est pas sérieux, quand on a dix-sept ans ».
Roman reflète l'adolescence du poète à Charleville en 1869-1870.
Le manuscrit autographe, daté « 29 sept. 1870 », est conservé à la British Library. Il fait partie des poèmes remis à Paul Demeny et donc de ce qui est appelé le Cahier de Douai. Il n'en existe pas d'autre manuscrit.
Roman a été publié pour la première fois dans Reliquaire, poésies, L. Genonceaux, 1891.

## Postérité
Ce poème a été mis en musique sous ce titre en 1986 par Léo Ferré, dans son album intitulé On n'est pas sérieux quand on a dix-sept ans.